# École des commissaires des armées
Pour les articles homonymes, voir ECA.
L’École des commissaires des armées (ECA) est l’école militaire française de formation des commissaires des armées, administrateurs militaires formant le corps d'officier chargé de l’administration générale et des soutiens communs des armées et des formations rattachées du ministère des Armées. Elle a été créée le 1er février 2013 et a accueilli ses premiers élèves le 19 août 2013.
Elle est également responsable du développement professionnel (formation de cursus, formation continue) des officiers d'administration tout au long de leur carrière, notamment dans les domaines de l'administration générale et des soutiens communs.
Située à Salon-de-Provence, sur l’emprise de la base aérienne 701, elle dépend de la direction centrale du service du commissariat des armées (DCSCA).
Son directeur actuel est le commissaire général de 2e classe Jean Le Roch.

## Historique
L’École est l’héritière de l’intendance de l’Armée de terre créée il y a sept siècles, du commissariat de la Marine créé à l'époque de Colbert et dont les officiers ont été embarqués sur les navires de guerre, et du plus récent commissariat de l’air.
Elle bâtit ses propres traditions depuis la rentrée 2013.

## La formation des commissaires des armées
La formation des commissaires des armées se répartit en quatre grands ensembles de formation sur les deux années :
- la formation de l’officier ;
- la formation de l’administrateur ;
- la formation de « milieu » (Armée de terre, Marine nationale, Armée de l’air, service de santé des armées, direction générale de l'Armement) ;
- les stages et séminaires.

Cette scolarité débouche sur l’attribution d’un master 2 « Droit et administration de la Défense » délivré par l’université d'Aix-Marseille.
La scolarité s’organise comme suit : intégration, formation spécifique, tronc commun, formation de « milieu ».

### Incorporation
Une dizaine de jours d’intégration à l’ECA à Salon-de-Provence, fin août. Durant cette période, les activités de cohésion et le partage de moments forts de tradition permettent de commencer à forger un esprit de promotion et de corps interarmées.

### Formation spécifique
Formation spécifique de dix semaines (de début septembre à mi novembre) au sein des écoles d'officiers de l’Armée de terre, de la Marine ou de l’Armée de l’air, en fonction du choix effectué par l’élève à l’issue du classement du concours.

### Tronc commun
Le tronc commun de la formation initiale se déroule de mi-novembre de la première année à fin octobre de la deuxième année, à l’ECA et en stages. Il concerne essentiellement la formation de l’administrateur (master 2 « Droit et Administration de la Défense » à l'université d’Aix-Marseille). Les enseignements sont réalisés par des professeurs de l'université et des intervenants militaires, français ou étrangers.
La formation est adaptée aux études antérieures des élèves, dispensant certains modules dits « électifs » en droit ou management. Des modules spécifiques de supply chain et de management de projets complexes sont également dispensés aux élèves.
La géopolitique, l’histoire de la guerre, l’éthique, les techniques de communication, les activités sportives et quatre périodes de terrain permettent d’assurer la continuité de la formation humaine et militaire débutée en formation spécifique.
Enfin, les élèves effectuent de nombreux stages durant cette période, au sein des armées et services et d’entreprises du secteur civil, et participent à des séminaires qui contribuent à l’aspect professionnalisant de la formation.
Sur le plan pédagogique, le caractère pratique des enseignements est privilégié par le biais de travaux dirigés, de mises en situation, de dossiers confiés par binômes.

### Formation de «milieu»
La formation de « milieu » a lieu de début novembre à mi-juillet de la deuxième année au sein de chaque école de milieu (Armée de terre, Marine nationale, Armée de l'air, service de santé des armées, direction générale de l’Armement). Durant cette période, l’enseignement est orienté vers les spécificités « de milieu » et l’acquisition des compétences nécessaires à la tenue des premiers emplois.

#### Ancrage «Terre»
Les formations suivantes sont effectuées :
- chef de section PROTERRE (mise en situation avec commandement de soldats) ;
- stages d’aguerrissement (Centre d'initiation commando du fort de Penthièvre et Centre national d'entraînement commando) ;
- monitorat tir de combat (FA-MAS et MAC modèle 1950) ;
- mise en œuvre des explosifs ;
- formation spécifique du commissaire ancrage Terre (préparation à l'engagement des forces, directeur administratif et financier, etc.) ;
- stages en régiments, en directions, en commandements et/ou en états-majors de l'Armée de terre.

#### Ancrage «Marine»
Les formations suivantes sont effectuées :
- officier chef du quart ;
- officier de quart aviation ;
- officier de garde ;
- expert juridique, droit de la mer, droit opérationnel ;
- administration-finances d’un navire en campagne lointaine ;
- stage d’application (5 mois en mer, environ 12 escales) à bord des bâtiments de la mission « Jeanne d'Arc » au sein de l'Ecole d'Application des Officiers de Marine (EAOM).

A l'issue de leur formation, les commissaires ancrage marine sont chef du service "commissariat" et capitaine de compagnie à bord d'un bâtiment de guerre de la Marine nationale. 

#### Ancrage «Air»
Les formations suivantes sont effectuées :
- droit aérien et des transports ;
- administration spécifique Air ;
- formation aéronautique (vol à voile) ;
- formation militaire spécifique ;
- nombreux stages dont un dans l’industrie aéronautique.

#### Ancrage «Santé»
Les formations suivantes sont effectuées :
- formation sur l’analyse et le management des établissements de santé ;
- stage en hôpital d’instruction des armées et en hôpital public ou clinique privée ou établissements médico-sociaux.

#### Ancrage «Armement»
Les formations suivantes sont effectuées :
- management de la qualité des programmes d'armement ;
- achat dans les opérations d’armement ;
- finances dans les opérations d’armement ;
- mises en situation.

## Formation des aumôniers militaires
L'Ecole est chargée de la formation initiale des aumôniers militaires. Cette formation obligatoire depuis 2014 dure 3 semaines. Elle s'articule autour de 3 volets : le rôle de l’aumônier au sein des forces armées, l’environnement de travail de l’aumônier militaire, et la préparation opérationnelle de l’aumônier.

## Drapeau de l'École
Le 9 novembre 2013, sur la base aérienne 701 de Salon de Provence, l'école a reçu son drapeau des mains du chef d'état-major des armées, l'amiral Edouard Guillaud.
En septembre 2024, dans la cour d'honneur des Invalides, le drapeau de l'école a été décoré des mains du chef d'état-major des armées, le général d'armée Thierry Burkhard, de la croix de guerre 14-18 avec palme et de la croix de guerre 39-45 avec palme. L’école est en effet tributaire de l’héritage des trois écoles dont elle est la continuatrice : l’école du commissariat de la marine, l’école supérieure de l’intendance et l’école des commissaires de l’air. Ce geste solennel de filiation scelle formellement la filiation historique entre l’école des commissaires des armées et ses prédécesseurs : il ancre les promotions d’élèves qui en sont issues, comme celles qui y seront formées, dans la tradition de dévouement, d’abnégation et de sacrifice qui ont valu à l’école du commissariat de la marine, qui lègue ses décoration par filiation directe.
Le drapeau de l'école des commissaires des armées porte sur sa cravate la croix de guerre 1914-1918 avec palme et la croix de guerre 1939-1945 avec palme, obtenu par l'Ecole du Commissariat de la Marine :
|  |  |

## Promotions de l'École
- 2012-2014 : « Charnière », regroupant les promotions Ader, Chasseloup-Laubat et de la Poype
- 2013-2015 : Première ligne ;
- 2014-2016 : Provence ;
- 2015-2017 : Valmy ;
- 2016-2018 : Voie Sacrée ;
- 2017-2019 : Vauban ;
- 2018-2020 : Centenaire de la Victoire ;
- 2019-2021 : Serment de Koufra ;
- 2020-2022 : Croix de Lorraine[2];
- 2021-2023 : Intendant-Général Daru ;
- 2022-2024 : Solférino ;
- 2023-2025 : Rhin et Danube ;
- 2024-2026 : Commissaire Général Douillard[3].

## Directeurs de l'École
- 2013-2016 : Commissaire général de 2e classe Emmanuel Legendre
- 2016-2018 : Commissaire général de 2e classe Marc de Becdelièvre
- 2018-2021 : Commissaire général de 2e classe Cyriaque Garapin
- 2021-2024 : Commissaire général de 2e classe Sylvie Pion
- Depuis 2024 : Commissaire général de 2e classe Jean Le Roch

## Partenariats
L’ECA fait partie du réseau des écoles du service public (RESP) et organise à ce titre les sessions inter écoles de 2014.
Des partenariats sont en cours de développement au niveau national avec des grandes écoles de commerce.
Au niveau international, l’ECA a vocation à reprendre les partenariats avec les écoles d’administration étrangères en Allemagne, au Royaume-Uni, en Espagne. D'autres partenariats sont en cours de construction (Italie, Pologne).